# آلکسیس جردن
 آلکسیس جردن (انگلیسی: Alexis Jordan؛ زادهٔ ۷ آوریل ۱۹۹۲) موسیقی‌دان اهل ایالات متحده آمریکا است. او از سال ۲۰۰۶ میلادی تاکنون مشغول فعالیت بوده‌است.